# Ninguessen
Ninguessen est un village du Cameroun situé dans la région du Centre et le département du Mbam-et-Inoubou. Il fait partie de la commune de Kon-Yambetta.

## Population
En 1966 le village comptait 67 habitants, principalement Bafia.
Lors du recensement de 2005, on y dénombrait 242 personnes.